# Информационная схема
Информационная схема (information_schema) — стандартизированный Американским национальным институтом стандартов набор представлений с метаинформацией обо всех объектах реляционной базы данных (таблицах, представлениях, столбцах, хранимых процедурах).
Может быть использована для получения сведений об объектах (вместо команд SHOW в MySQL, DESCRIBE в Oracle Database или \d в PostgreSQL), например, получить количество таблиц в базе:
```
  
SELECT
 
count
(
table_name
)
 
FROM
 
information_schema
.
tables
;

```

возможный вывод:
```
   
count
 

  
-------

      
99

  
(
1
 
row
)

```

или узнать сведения о столбцах таблицы alpha:
```
  
SELECT
 
column_name
,
 
data_type
,
 
column_default
,
 
is_nullable

        
FROM
 
information_schema
.
columns
 
WHERE
 
table_name
=
'alpha'
;

```

возможный вывод:
```
   
column_name
 
|
 
data_type
 
|
 
column_default
 
|
 
is_nullable
 

  
-------------+-----------+----------------+-------------

   
foo
         
|
 
integer
   
|
                
|
 
YES

   
bar
         
|
 
character
 
|
                
|
 
YES

  
(
2
 
rows
)

```

Реализована во многих реляционных СУБД, включая Microsoft SQL Server, MySQL, PostgreSQL, также ей оснащены встраиваемые СУБД H2 и HSQLDB; ряд систем с SQL-подобным доступом к нереляционным источникам тоже поддерживают информационную схему, в их числе Apache Hive, Presto, Trino. Среди распространённых реляционных СУБД информационная схема не реализована в Oracle Database, IBM DB2, Firebird, Informix, SAP Hana, Vertica, Adaptive Server Enterprise, SQLite, Teradata Database.